# 奥古斯特·尚普捷·德·里布
奧古斯特·尚普捷·德·里布（法語：Auguste Champetier de Ribes，發音：[oɡyst ʃɑ̃ptje də ʁib]；1882年7月30日—1947年3月6日）是一名法國政治家及法學家。
他是一名虔誠的天主教徒，早年追隨阿爾貝·德·蒙及社會基督教思想。在第一次世界大戰中受傷後，他於1924年至1934年間以基督教民主黨（PDP）成員的身份當選為法國眾議院議員，代表下比利牛斯省選區。 之後，他於1934年至1940年擔任參議員，並曾在安德烈·塔迪厄、愛德華·達拉第、保羅·雷諾及皮埃爾·拉瓦爾領導的多個政府中擔任國務秘書或部長職位。
1940年，他是拒絕授予貝當全權的80名議員之一（見維希80人），並加入「戰鬥」抵抗運動。 作為戴高樂的早期支持者，他被法國臨時政府任命為紐倫堡審判中的法國代表，並代表法國檢方發表結案陳詞。
回國後，他因年齡優勢當選共和國議會（現為法國參議院）主席，當時他與共產黨候選人乔治·马拉纳票數相同，但因年長而勝出。兩天後，他作為人民共和運動（MRP）候選人參加1947年法國總統選舉，但未能當選。由於健康狀況惡化，他無法履行參議院主席職務，並在任內去世。